# Jeffrey Martin
Jeffrey Martin (* 13. April 1994 in Hamburg) ist ein deutscher Basketballspieler. Er stand zuletzt bei den Dragons Rhöndorf unter Vertrag. Im vorherigen Verlauf seiner Karriere spielte er unter anderem für die Bundesligisten Eisbären Bremerhaven und Gießen 46ers.

## Laufbahn
Martin spielte in der Jugend der TSG Bergedorf, gefolgt von Stationen beim Bramfelder SV, Piraten Hamburg und SC Rist Wedel. 2012 ging er nach Bremerhaven und spielte bis 2015 für den Bundesligisten Eisbären (15 BBL-Einsätze) sowie für die Fördermannschaft BSG Bremerhaven in der 2. Regionalliga. In der Saison 2014/15 kam er dank einer Doppellizenz zudem zu Einsätzen für die Cuxhaven BasCats in der 2. Bundesliga ProA.
In der Saison 2015/16 war Martin Stammspieler bei den Hertener Löwen, musste mit der Mannschaft aber den Abstieg aus der 2. Bundesliga ProB hinnehmen. Er wechselte 2016 zu einem weiteren ProB-Verein, Licher BasketBären, und stand zudem im erweiterten Kader des Bundesligisten Gießen 46ers, der mit Lich zusammenarbeitete. Für Gießen bestritt er in der Saison 2016/17 zwei Bundesliga-Kurzeinsätze, sein Hauptbetätigungsfeld war Lich (28 Spiele, 11,4 Punkte im Durchschnitt).
Im Juni 2017 wurde Martin vom Drittligisten (ProB) Rostock Seawolves unter Vertrag genommen. Mitte Dezember 2017 trennte er sich von den Hanseaten und wechselte Anfang des Jahres 2018 zum Ligakonkurrenten ETB Essen. Die Essener meldeten kurz vor dem Ende der Saison 2018/19 Insolvenz an, in der Sommerpause 2019 wurde Martin vom Regionalligisten Dragons Rhöndorf verpflichtet. Nach Ablauf der Saison einigten sich Martin und die Rhöndorfer darauf, die Zusammenarbeit zur Spielzeit 2020/21 nicht fortzusetzen.